# Wright Brothers Monument
Le Wright Brothers Monument est un monument à Kill Devil Hills, dans le comté de Dare, en Caroline du Nord. Protégé au sein du Wright Brothers National Memorial, ce monument en granit d'un peu plus de 18 mètres de haut commémore Orville et Wilbur Wright. Il a été construit au sommet de Kill Devil Hill entre décembre 1931 et novembre 1932.